# براين كوبيلمان
براين كوبيلمان (بالإنجليزية: Brian Koppelman)‏ هو منتج أفلام ومنتج أسطوانات ومدون صوتي وملحن ومحامي وكاتب سيناريو ومخرج وممثل أمريكي، ولد في 27 أبريل 1966 بروسلين هاربور في الولايات المتحدة.

## أعمال

### أفلام
- (2006) المخادع
- (2007) أوشن 13[4]
- (2007) مايكل كلايتون[5]
- (2013) عداء عداء[6]

### مسلسلات
- المليارات

## وصلات خارجية
- براين كوبيلمان على موقع IMDb (الإنجليزية)
- براين كوبيلمان على موقع ألو سيني (الفرنسية)
- براين كوبيلمان على موقع أول موفي (الإنجليزية)
- براين كوبيلمان على موقع بوكس أوفيس موجو (الإنجليزية)
- براين كوبيلمان على موقع قاعدة بيانات الأفلام السويدية (السويدية)
- براين كوبيلمان على موقع قاعدة بيانات الفيلم (الإنجليزية)
- براين كوبيلمان على موقع كينوبويسك (الروسية)